# Concentración de la propiedad de la tierra
La concentración de la propiedad de la tierra se refiere a la propiedad de la tierra en un área particular por un pequeño número de personas u organizaciones. A veces se define como una concentración adicional más allá de la que produce un uso de la tierra óptimamente eficiente.

## Distribución
La concentración de la tierra existe en muchos países. En Brasil, uno de los países con mayor concentración de la tierra, la situación ha provocado que grandes extensiones de tierra estén inactivas, mientras que el 95% de los agricultores trabajan solo el 11% de la tierra cultivable. En 2010, la República Checa tuvo la mayor concentración, según cifras del Banco Mundial. En Escocia, solo 400 personas poseen más del 50% de las tierras de propiedad privada. Otros países con alta concentración de tierras son Estados Unidos, Venezuela, Paraguay, Sudáfrica y Namibia. La concentración de la tierra está aumentando actualmente en la Unión Europea y los Estados Unidos, pero está disminuyendo en el norte de África.

## Desarrollo
En teoría, un mercado libre debería asignar la tierra de la manera más productiva, pero en la práctica los grupos terratenientes tienen un poder desproporcionado en muchos países. Los propietarios buscan controlar la tierra para poder extraer renta, en forma de pagos de los agricultores arrendatarios o, más recientemente, subsidios agrícolas y otros subsidios del estado. Las políticas estatales que favorecen a los grandes terratenientes, como los impuestos diferenciales que afectan más a los agricultores pequeños que a los grandes terratenientes, son una causa importante de concentración de la tierra. Una forma en que se acumula la tierra es a través de la herencia unitaria, en contraste con las propiedades de por vida o la herencia parcial que tienden a redistribuir la tierra con el tiempo. La conquista o colonización puede conducir a la concentración de tierras si los conquistadores confiscan tierras a los propietarios originales. Altas tasas de interés o la falta de acceso al crédito pueden impedir que los agricultores más pobres compren tierras, mientras que la deuda puede obligarlos a vender a los terratenientes más grandes. Históricamente, cuando la propiedad de la tierra se vuelve menos rentable, los propietarios venden y los campesinos tienen la oportunidad de adquirir tierras. Junto con la reforma agraria, los impuestos a la herencia y los impuestos a las ganancias de capital también han llevado a la desintegración de algunas propiedades. La reforma agraria en algunos países, incluidos Irlanda, Corea del Sur, Japón, y México, ha reducido significativamente la concentración de la tierra.

## Efectos
Los críticos argumentan que la propiedad concentrada de la tierra le da al propietario demasiado poder sobre las comunidades locales, reduce las oportunidades e impide el crecimiento económico. Un estudio de la Prusia del siglo XIX encontró una correlación inversa entre las grandes propiedades y la matrícula educativa. En Centroamérica, un auge económico en la producción de café llevó a resultados muy diferentes en diferentes países: Costa Rica y Colombia estaban dominados por minifundios y experimentaron una democratización y un aumento de las tasas de alfabetización, mientras que en El Salvador y Guatemala, los trabajadores rurales ganaban el salario mínimo. Estudios en 48 países en desarrollo encontraron una correlación entre la concentración de la tierra y la deforestación. Otro estudio encontró una correlación inversa entre la desigualdad en la propiedad de la tierra y el crecimiento económico. Sin embargo, según un grupo de propietarios escoceses, el uso de la tierra es más importante que la propiedad de la tierra, y no hay pruebas suficientes de un efecto negativo.
Según algunos economistas, la propiedad concentrada de la tierra en los países no occidentales explica la gran divergencia en los resultados entre los países occidentales ricos y el resto del mundo. El economista israelí Oded Galor escribe que el factor mediador de este efecto fue que las grandes propiedades territoriales dieron a las élites terratenientes poder político para detener las reformas destinadas a mejorar las tasas de educación y, por lo tanto, el capital humano, lo que a su vez facilitó la divergencia. Según Gary Libecap, las diferencias en los patrones de propiedad de la tierra explican gran parte de las diferentes trayectorias de desarrollo entre Estados Unidos y América Latina. Él atribuye el mayor éxito y el espíritu empresarial de los Estados Unidos a sus Ley de Asentamientos Rurales, que otorgan tierras a los posibles pequeños propietarios.
Aunque ha habido cierto debate sobre el tamaño óptimo de las propiedades para la productividad agrícola, las investigaciones han indicado que, a diferencia de la producción industrial, que se beneficia de la economía de escala, las explotaciones agrícolas más productivas son explotaciones familiares pequeñas o medianas cultivadas con un mínimo de contrataciones. labor. Esto puede deberse a que la mano de obra familiar es más barata y más productiva que la mano de obra contratada, o porque los cultivos se benefician de una mayor atención. (El fenómeno de que las pequeñas fincas sean más eficientes se conoce como relación inversa). Por otro lado, se sabe que la fragmentación de la tierra reduce la productividad de la tierra.